# مات بار
مات بار (بالإنجليزية: Matt Barr)‏ مواليد 14 فبراير 1984 في تكساس، الولايات المتحدة، هو ممثل أمريكي بدأ مسيرته الفنية عام 2004.

## الأعمال
- الفطيرة الأمريكية: معسكر الفرقة
- باركلاند
- إي آر
- سي إس آي: ميامي
- بونز
- تل الشجرة الواحدة
- سي اس آي: نيويورك
- فتاة النميمة
- كاسل
- أضواء ليلة الجمعة

## وصلات خارجية
- مات بار على موقع IMDb (الإنجليزية)
- مات بار على موقع قاعدة بيانات الأفلام العربية
- مات بار على موقع ألو سيني (الفرنسية)
- مات بار على موقع أول موفي (الإنجليزية)
- مات بار على موقع إن إن دي بي (الإنجليزية)
- مات بار على موقع قاعدة بيانات الفيلم (الإنجليزية)